# Tristan Hoffman
Pour les articles homonymes, voir Hoffman.
Tristan Hoffman est un directeur sportif et ancien coureur cycliste néerlandais, né le 1er janvier 1970 à Groenlo. Il est actuellement directeur sportif de l'équipe Bahrain-Merida.

## Biographie
Il est passé professionnel dans l'équipe TVM en 1992 et est devenu champion des Pays-Bas dès cette première année. Spécialiste des courses de plaine, il est resté huit ans dans l'équipe néerlandaise avec laquelle il a gagné entre autres Veenendaal-Veenendaal, Paris-Bourges, À travers les Flandres. Passé en 2000 chez Memory Card, devenue CSC un an plus tard, il obtient plusieurs places d'honneur sur les grandes classiques flandriennes, terminant notamment deuxième de Paris-Roubaix en 2004, battu au sprint par Magnus Bäckstedt.
Victime d'une chute l'année suivante sur le Het Volk, il met un terme à sa carrière de coureur et intègre l'encadrement de l'équipe CSC. Depuis 2011, il est directeur sportif chez Saxo-Sungard, (maintentant Tinkoff-Saxo).
La disparition de l'équipe Tinkoff pousse Tristan Hoffman à s'engager avec la formation Bahrain-Merida.

## Palmarès

### Palmarès amateur
- 1990
  -  Champion des Pays-Bas sur route militaires
  - Tour d'Overijssel
  - 2e du Tour de Groningue
  -  Médaillé de bronze au championnat du monde sur route militaires
- 1991
  - Teleflex Tour :
    - Classement général
    - 1re étape

  - Internatie Reningelst
  - 3e du Tour de Hollande-Septentrionale
  - 3e du Hel van het Mergelland

### Palmarès professionnel
- 1992
  -  Champion des Pays-Bas sur route
  - 2e et 7e étapes du Tour de l'Avenir
- 1993
  - 8e étape du Tour de l'Avenir
  - 3e étape du Tour de Suisse
- 1994
  - 2e étape du Herald Sun Tour
- 1995
  - 1re étape du Tour de Suède
  - 3e étape du Tour de Murcie
- 1996
  - À travers la Belgique
  - Paris-Bourges
  - 3e du Tour du Haut-Var
  - 4e de Paris-Tours
- 1998
  - 2e du championnat des Pays-Bas sur route
- 1999
  - Veenendaal-Veenendaal
  - Clásica de Sabiñánigo
  - 1re étape des Trois Jours de Flandre-Occidentale
  - 3e de Gand-Wevelgem
  - 3e du Grand Prix de l'Escaut
  - 8e du Tour des Flandres
- 2000
  - À travers les Flandres
  - 4e de Paris-Roubaix
  - 5e du Tour des Flandres
- 2002
  - 4e de Paris-Roubaix
- 2004
  - 2e de Paris-Roubaix

## Résultats sur les grands tours

### Tour de France
3 participations
- 1995 : abandon (15e étape)
- 1997 : 128e
- 2000 : 117e

### Tour d'Italie
1 participation
- 1998 : hors délais (17e étape)

### Tour d'Espagne
6 participations
- 1993 : 103e
- 1994 : abandon (9e étape)
- 1995 : 116e
- 1996 : 78e
- 1997 : abandon (7e étape)
- 1998 : 95e